# Biên giới Nga-Ukraina

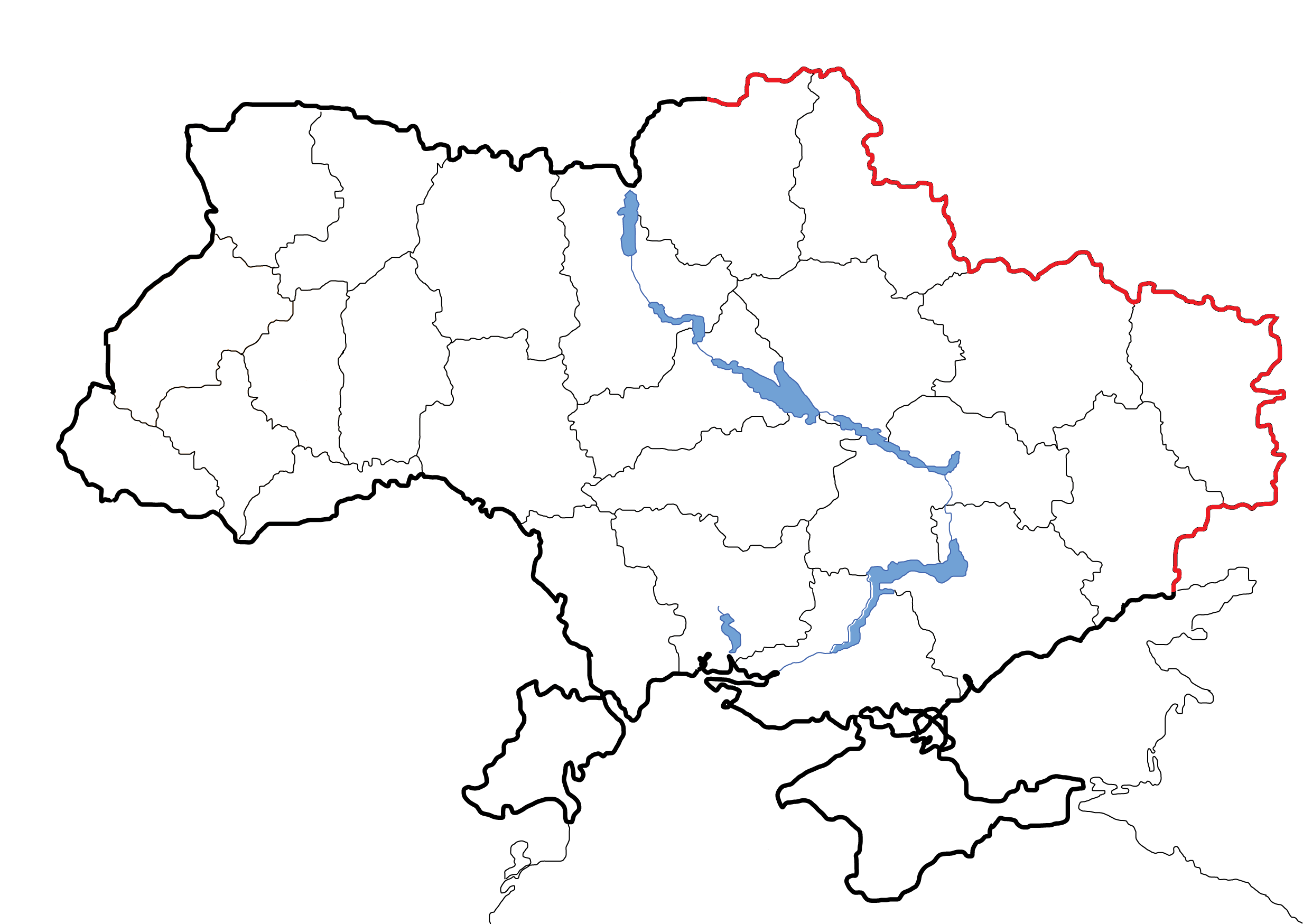
Bản đồ hiển thị lãnh thổ nằm trong biên giới quốc gia Ukraina, với điểm đánh dấu màu đỏ biểu thị ranh giới quốc tế với Nga trước khi bùng nổ chiến tranh Nga-Ukraina vào năm 2014.

Vùng đặc quyền kinh tế ở Biển Đen. Theo chiều kim đồng hồ từ dưới lên (ranh giới quốc tế): Thổ Nhĩ Kỳ, Bulgaria, Romania, Ukraina, Nga và Gruzia.

Biên giới Nga–Ukraina là biên giới quốc tế trên mặt pháp lý giữa Nga và Ukraina. Trên bộ, biên giới kéo dài năm tỉnh của Nga và năm tỉnh của Ukraina. Do Chiến tranh Nga-Ukraina đang diễn ra, bắt đầu vào đầu năm 2014, biên giới trên thực tế giữa Nga và Ukraine khác với biên giới hợp pháp được Liên Hiệp Quốc công nhận. Tính đến năm 2023, Nga là chiếm đóng về mặt quân sự một phần đáng kể của Ukraina. Theo Viktor Nazarenko, cục trưởng Cục Biên phòng Nhà nước Ukraina, chính phủ Ukraina không kiểm soát một số 409,3 km chiều dài biên giới quốc tế với Nga. Dải đất này trước đây thuộc kiểm soát của những người ly khai thân Nga thuộc Cộng hòa nhân dân Donetsk và Cộng hòa nhân dân Luhansk (xem chiến tranh ở Donbas), cả hai khu vực đều bị Nga sáp nhập vào tháng 9 năm 2022, bảy tháng sau khi bắt đầu Nga xâm lược Ukraina. Ukraina cũng bị mất quyền kiểm soát đối với eo biển Kerch kể từ năm 2014, khi Nga sáp nhập Krym; chính quyền Ukraina đã bị đẩy ra khỏi Krym và các trạm kiểm soát của Nga đã được thiết lập ở ranh giới với tỉnh Kherson. Vào năm 2014, khi chính phủ Ukraina lần lượt để mất Krym và một phần Donbas vào tay Nga và phe ly khai được Nga hậu thuẫn, họ đã tiết lộ một kế hoạch có tên "Dự án Bức tường" mà qua đó họ sẽ đã tìm cách dựng lên một hàng rào biên giới kiên cố dọc theo phần còn lại của biên giới quốc tế, với mục tiêu ngăn chặn bất kỳ cuộc xâm lược nào của Nga vào đất nước này. Người ta ước tính rằng việc xây dựng rào chắn này sẽ tốn khoản kinh phí khoảng 520 triệu đô la Mỹ và cần bốn năm để hoàn thành. Công tác xây dựng bắt đầu vào năm 2015, nhưng công tác xây dựng đã tạm dừng do cuộc xâm lược toàn diện của Nga vào Ukraina vào năm 2022.